# David Buchanan
Pour les articles homonymes, voir Buchanan.
David Andrew Buchanan (né le 11 mai 1989 à Atlanta, Géorgie, États-Unis) est un lanceur droitier des Ligues majeures de baseball jouant avec les Phillies de Philadelphie.

## Carrière
Joueur à l'école secondaire, David Buchanan est initialement repêché par les Mets de New York au 6e tour de sélection en 2009, mais il repousse l'offre et se joint aux Panthers de Georgia State. Il devient membre des Phillies de Philadelphie, qui le sélectionnent en 7e ronde en 2010.
Il fait ses débuts dans le baseball majeur comme lanceur partant pour Philadelphie le 24 mai 2014 et savoure sa première victoire ce jour-là sur les Dodgers de Los Angeles.